# Raczkowa
Pour l’article homonyme, voir Raczkowa (Basses-Carpates).
Raczkowa est une localité polonaise de la gmina de Legnickie Pole, située dans le powiat de Legnica en voïvodie de Basse-Silésie.